# Neuthrone
Neuthrone è il terzo album in studio del gruppo musicale blackened death metal polacco Crionics, pubblicato nel 2007.

## Tracce
1. Introduction – 1:19
2. New Pantheon – 3:36
3. Arrival 2033 – 3:09
4. Neu.Throne.Aeon – 4:29
5. Superiors – 4:06
6. Hell Earth – 2:57
7. Humanmeat Cargo – 3:39
8. Outer Empire – 4:58
9. Frozen Hope – 5:40
10. When The Sun Goes Out... – 4:52
11. Black Warriors (Bonus track) – 4:51

## Formazione
- Michał "War-A.N" Skotniczny - chitarre, voce
- Dariusz "Yanuary" Styczeń - basso
- Maciej "Darkside" Kowalski - batteria
- Wacław "Vac-V" Borowiec - tastiere